# Хлортетрациклін
Хлортетрациклі́н (ауреоміцин) — антибіотик, який виробляє бактерія Streptomyces aureofaciens. Перший синтезований тетрациклін (1945 рік). Пригнічує життєдіяльність багатьох хвороботворних мікроорганізмів.
Не виробляють в країнах світу через моральну застарілість. Вилучений з реєстру медичних препаратів в Україні.
Застосовували при запаленні легень, шигельозі, бруцельозі, поворотному тифі тощо. Його приймали всередину; вводили також внутрішньовенно та внутрішньом'язово.